# Académie française
L'Académie française, o Accademia francese, fondata nel 1635 sotto re Luigi XIII dal cardinale Richelieu, è una delle più antiche istituzioni di Francia ed è composta di quaranta membri eletti dai loro pari.

## Funzioni
La principale funzione dell'Académie consiste nel vegliare sulla lingua francese, promuovendo un oculato mecenatismo.
Il dovere di vigilare sulla lingua francese le è stata conferito sin dall'origine dai suoi statuti; per assolverla, l'Accademia ha lavorato in passato alla fissazione della lingua, per renderla patrimonio comune a tutti i francesi e a tutti i francofoni. È in effetti precisato, nell'articolo XXIV degli statuti, che «la principale funzione dell'Académie sarà quella di operare con tutta la cura e la diligenza possibili per dare delle regole certe alla nostra lingua e a renderla pura, eloquente e capace di trattare sia le arti che le scienze.»
Oggi essa agisce per mantenerne le qualità e seguirne le necessarie evoluzioni. Ne definisce il buon utilizzo. Essa fa ciò elaborando il “Dizionario dell'Accademia francese” che fissa l'uso della lingua, ma anche attraverso le sue indicazioni e la sua partecipazione alle diverse commissioni di terminologia.
La seconda missione – il mecenatismo – non prevista all'origine, è stata resa possibile dai doni e lasciti che le sono stati fatti. L'Accademia assegna ogni anno circa sessanta premi letterari, tra cui il Grand prix de littérature de l'Académie française.
Particolare menzione va fatta del “Gran premio della Francofonia”, assegnato ogni anno dal 1986, che testimonia l'interesse costante dell'Accademia per la diffusione della lingua francese nel mondo.
L'Académie attribuisce inoltre delle sovvenzioni a società letterarie o erudite, ad opere benefiche, aiuti a famiglie numerose, a vedove, alle persone sfavorite o che si sono distinte per la loro dedizione così come un certo numero di borse di studio (borse "Zellidja", "Neveux", "Corblin", "Damade").

## Storia
L'Académie française fu fondata nel 1635 dal cardinale Richelieu, su modello dell’Accademia della Crusca, fondata a Firenze nel 1583.
Gli statuti e i regolamenti che erano nelle intenzioni del cardinale, con le lettere patenti firmate nel 1635 da Luigi XIII e registrate dal Parlamento nel 1637, consacrarono il carattere ufficiale di una compagnia di letterati, che si riuniva precedentemente in modo informale.
La missione che le fu assegnata dall'origine era di fissare la lingua francese, darle delle regole, renderla pura e comprensibile da tutti. Essa doveva in questo spirito iniziare con la realizzazione di un dizionario, di cui la prima edizione fu pubblicata nel 1694, le seguenti negli anni 1718, 1740, 1762, 1798, 1835, 1878, 1932-1935, 1992. La nona edizione è stata pubblicata dopo il 2006.
Inizialmente, l'Académie tenne le proprie sedute presso i suoi membri, presso il cancelliere Pierre Séguier a partire dal 1639, al Louvre a partire dal 1672, ed infine al Collège des Quatre-Nations, diventato palazzo dell'Istituto di Francia, dal 1805 fino ai nostri giorni.
Nel corso dei suoi tre secoli e mezzo di esistenza, essa ha saputo mantenere le sue istituzioni, che hanno funzionato con regolarità, eccetto l'interruzione dal 1793 al 1803.
Il cardinale Richelieu si era proclamato protettore dell'Académie. Alla sua morte, questa protezione fu esercitata dal cancelliere Séguier, poi da Luigi XIV e, successivamente, da tutti i successivi re, imperatori e capi di Stato della Francia.

## Ruolo dell'Accademia Francese

### Riforme ortografiche
Nel suo discorso del 24 ottobre 1989, il Primo ministro Michel Rocard pose all'attenzione del Consiglio superiore della lingua francese cinque punti concernenti l'ortografia:
- il tratto d'unione;
- il plurale delle parole composte;
- l'accento circonflesso;
- il participio passato dei verbi pronominali;
- varie anomalie.

Proprio su tali punti si basano le proposte formulate in seguito dall'istituzione. Queste non riguardano solamente l'ortografia del vocabolario esistente, ma anche e soprattutto quella del vocabolario nascente, in particolare quello scientifico e tecnico. Le rettifiche proposte hanno incontrato il parere favorevole all'unanimità dell'Accademia Francese, e con l'accordo del Consiglio della lingua francese del Quebec e del Consiglio della lingua della comunità francese del Belgio, e sono state pubblicate sulla Gazzetta Ufficiale della Repubblica francese del 6 dicembre 1990. Tali rettifiche sono riassumibili come:
- tratto d'unione: saldatura di certe parole composte, per esempio portemonnaie (portamonete) e portefeuille (portafoglio);
- plurale delle parole composte: plurale secondo le stesse regole previste per le parole semplici. Per esempio pèse-lettre (pesalettere) pluralizza in pèse-lettres, limitandosi al secondo termine della composta;
- accento circonflesso: non più obbligatorio sulle lettere i e u, salvo nelle terminazioni verbali e in alcune parole, per esempio mûr (maturo);
- participio passato: invariabile nei casi in cui laisser (lasciare) sia seguito da un infinito (es: elle s'est laissé mourir);
- anomalie:
  - prestiti linguistici: per l'accentuazione e il plurale, seguono le regole delle parole francesi (es: un imprésario, des imprésarios).

### Arricchimento della lingua francese
Lo sviluppo della scienza e della tecnica, accelerato nel corso degli ultimi decenni, ha la tendenza a favorire l'espansione della lingua inglese a detrimento delle altre lingue, compresa quella francese. Al fine di evitare l'uso di termini anglosassoni, e in generale l'importazione massiccia di termini stranieri, il governo ha istituito un dispositivo di terminologia e neologismi. Lo stesso è stato istituito dal decreto del 3 luglio 1996 conformemente a quanto disposto dalla legge sulla lingua francese, la legge Toubon, del 4 agosto 1994.
L'Accademia francese partecipa a tale dispositivo assieme alla "Delegazione generale per la lingua francese e le altre lingue di Francia", la "Commissione generale per la terminologia e i neologismi" e le "Commissioni speciali per la terminologia e i neologismi", che operano nei ministeri. L'Accademia è presente nei diversi stadi del processo di elaborazione dei termini, partecipa ai lavori delle commissioni speciali e propone, in tutti i campi (informatica, telecomunicazioni, trasporti, ingegneria nucleare, sport...) termini francesi per designare i nuovi concetti. È inoltre membro della Commissione generale, che esamina le proposte delle commissioni speciali, e dà il suo accordo per la pubblicazione dei termini nella Gazzetta Ufficiale. I termini e le loro definizioni sono pubblicati sul sito FranceTerme, accessibile ai professionisti e al grande pubblico.
L'uso dei termini francesi così coniati diventa obbligatorio nell'amministrazione e nei servizi pubblici, in sostituzione dei termini stranieri, così come previsto dalla legge Toubon.

## Organizzazione

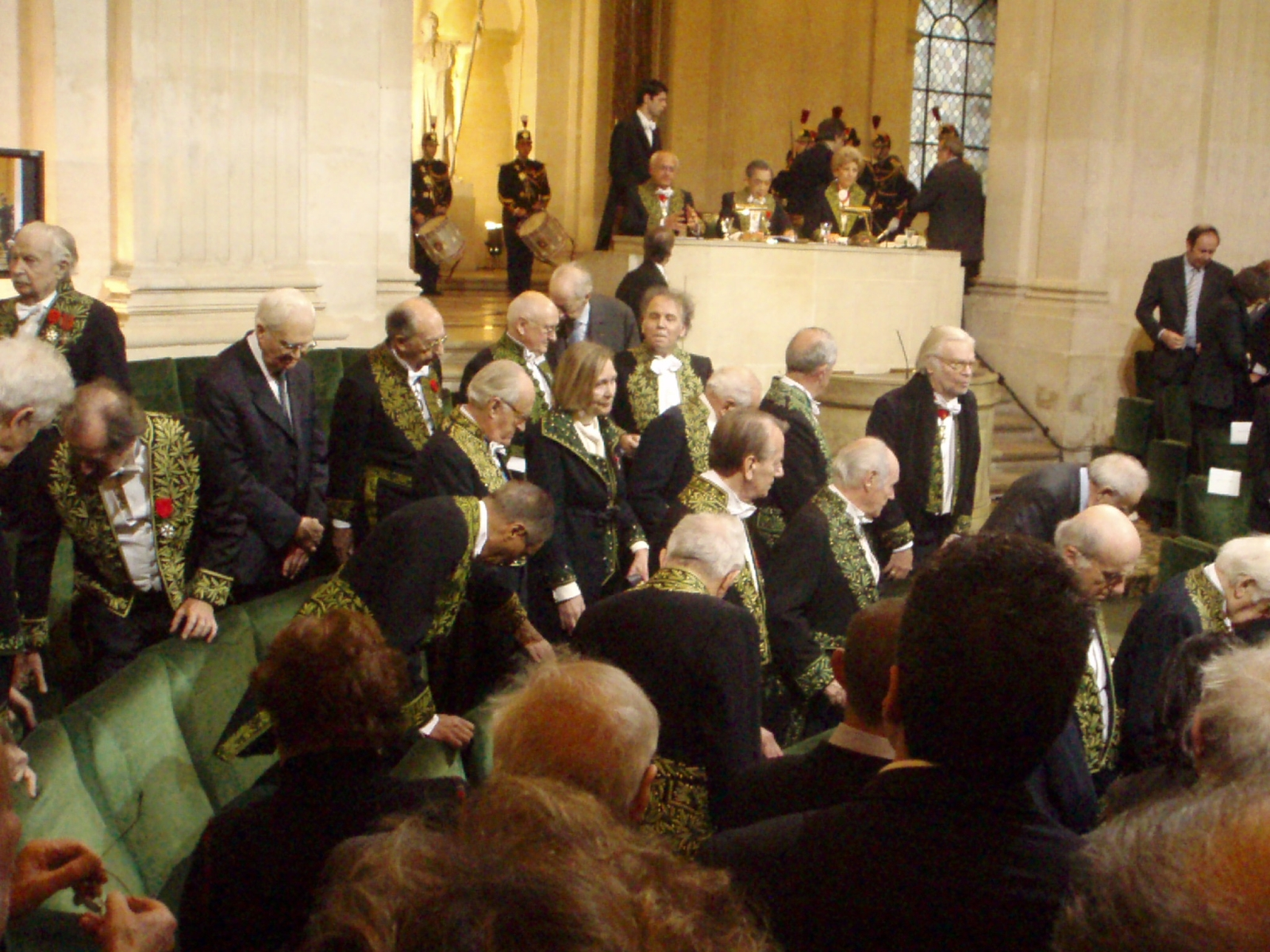
I membri dell'Académie française nel 2007.

L'Académie française è composta di quaranta membri, ciascuno dei quali occupa un seggio identificato da un numero, da 1 a 40.
A parte i primi accademici che furono formalmente nominati dal re Luigi XIII, si diviene membro dell'Accademia per cooptazione da parte degli altri accademici. Dal momento che la nomina è a vita, un seggio diviene disponibile solo alla morte del suo titolare. I candidati presentano la domanda per lo specifico seggio, e non per l'Accademia nel suo insieme: se più posti sono vacanti, un candidato può presentare domanda separatamente per ciascuno di essi. Poiché un membro appena nominato è tenuto a tenere l'elogio del suo predecessore durante la cerimonia di insediamento, può succedere che un potenziale candidato non faccia domanda per un particolare seggio quando non voglia onorare il defunto titolare.
Anche in assenza di candidature, i membri in carica possono suggerire potenziali candidati. Un candidato è eletto a maggioranza assoluta dei membri (con un quorum di venti voti): se nessun candidato ottiene il quorum, si rinvia l'elezione in una data successiva e il seggio rimane vacante. L'elezione è valida solo se il protettore dell'Accademia, il Presidente della Repubblica francese, convalida la nomina, ma si tratta di una formalità.
L'accademia dalla sua fondazione ha accolto più di 700 membri. Essa raccoglie poeti, romanzieri, uomini di teatro, filosofi, medici, scienziati, etnologi, critici d'arte, militari, uomini di Stato, uomini di Chiesa, che abbiano illustrato la lingua francese in modo particolare.

### Gli Immortali
Il celebre «abito verde», la marsina con foglie d'ulivo ricamate in verde ed oro, con il bicorno, il mantello e la spada,  viene indossato dagli accademici nelle occasioni delle sedute solenni tenute sotto la Cupola. L'abito verde è stato originariamente disegnato sotto il Consolato.
È segno distintivo di tutti i membri dell'Istituto di Francia.
L'elezione all'Accademia francese è spesso considerata dall'opinione pubblica come suprema consacrazione del successo. Pertanto il loro rango nel cerimoniale della Repubblica riflette la loro autorità morale che è ben radicata negli usi e nelle loro tradizioni.
Gli accademici devono il loro nome di immortali al motto «All'immortalità», che appare sul sigillo dato all'Académie française dal suo fondatore, il cardinale Richelieu (anche se il motto era, nelle intenzioni del cardinale, rivolto alla lingua francese, che l'Accademia doveva difendere, e non agli accademici).
Essi sono stati spesso chiamati a essere giudici illuminati del buon utilizzo delle parole, e quindi a precisare le nozioni e i valori di cui tali parole sono portatrici.
Cinque capi di Stato francesi sono stati membri - Adolphe Thiers, Raymond Poincaré, Paul Deschanel, Philippe Pétain e Valéry Giscard d'Estaing - e un capo di Stato straniero, il poeta e politico senegalese Léopold Sédar Senghor, che è stato anche il primo africano eletto, nel 1983.
Tra gli altri membri famosi vi sono Voltaire; Montesquieu; Victor Hugo; Alexandre Dumas; Émile Littré; Louis Pasteur; Luigi de Broglie; Henri Poincaré.
Nel 1980 Marguerite Yourcenar fu la prima donna eletta nell'Académie. In seguito l'Istituto ha accolto Jacqueline Worms de Romilly nel 1988, Hélène Carrère d'Encausse nel 1990, Florence Delay nel 2000, Assia Djebar nel 2006 e Simone Veil nel 2008.
Nel 1996 Héctor Bianciotti fu il primo membro non di madre lingua francese. Era infatti un autore italo-argentino emigrato in Francia negli anni '60, naturalizzato francese nel 1981; solo a metà anni 1980 era passato a scrivere romanzi in francese, anziché in spagnolo.
La carica di accademici è inamovibile. Non ci si può dimettere dall'Académie française (nel caso in cui qualcuno si dichiarasse dimissionario non verrebbe comunque rimpiazzato prima del suo decesso – esempi recenti di Pierre Emmanuel e Julien Green). Gli accademici possono essere esclusi dalla Académie per seri motivi che intaccano l'onore; queste esclusioni sono state rarissime nel corso della storia (ma 20 furono messe in opera dopo la Seconda guerra mondiale per collaborazionismo, fra questi Charles Maurras, Abel Bonnard, Abel Hermant e la più celebre del maresciallo Pétain).

### Il «41º seggio»
Un gran numero di scrittori, spesso illustri, non sono mai divenentati membri dell'Accademia, per ragioni diverse: per mancanza di una candidatura personale, per voto contrario dell'Assembleara ovvero ancora per morte prematura (prima che un seggio divenisse disponibile). L'espressione «41º seggio» è stata coniata per designare questi autori dallo scrittore Arsène Houssaye nel 1885.
Tra i nomi di scrittori illustri non inclusi nell'Accademia si possono citare Cartesio, Molière, Blaise Pascal, François de La Rochefoucauld, Jean-Jacques Rousseau, Denis Diderot, Pierre-Augustin Caron de Beaumarchais, André Chénier, Honoré de Balzac, Alexandre Dumas, Théophile Gautier, Stendhal, Gérard de Nerval, Gustave Flaubert, Charles Baudelaire, Paul Verlaine, Émile Zola, Guy de Maupassant, Alphonse Daudet e Marcel Proust.

## Membri attuali dell'Accademia Francese
Lista aggiornata al 1º luglio 2025
1. Claude Dagens, eletto nel 2008
2. Dany Laferrière, eletto nel 2013
3. Vacante dal 1º settembre 2021 (l’ultimo era Jean-Denis Bredin, eletto nel 1989)
4. Jean-Luc Marion, eletto nel 2008
5. Andreï Makine, eletto nel 2016
6. Christian Jambet, eletto nel 2024
7. Jules Hoffmann, eletto nel 2012
8. Daniel Rondeau, eletto nel 2019
9. Patrick Grainville, eletto nel 2018
10. Vacante dal 1º luglio 2025 (l’ultimo era Florence Delay, eletta nel 2000)
11. Vacante dal 9 gennaio 2025 (l’ultimo era Gabriel de Broglie, eletto nel 2001)
12. Chantal Thomas, eletta nel 2021
13. Maurizio Serra, eletto nel 2020
14. Vacante dal 5 agosto 2023 (l’ultimo era Hélène Carrère d'Encausse, eletta nel 1990)
15. Frédéric Vitoux, eletto nel 2001
16. Raphaël Gaillard, eletto nel 2024
17. Erik Orsenna, eletto nel 1998
18. Vacante dal 13 aprile 2025 (l’ultimo era Mario Vargas Llosa, eletto nel 2021)
19. Sylviane Agacinski, eletta nel 2023
20. Vacante dal 7 maggio 2025 (l’ultimo era Angelo Rinaldi, eletto nel 2001)
21. Alain Finkielkraut, eletto nel 2014
22. Alain Aspect, eletto nel 2025
23. Pierre Rosenberg, eletto nel 1995
24. François Sureau, eletto nel 2020
25. Dominique Fernandez, eletto nel 2007
26. Jean-Marie Rouart, eletto nel 1997
27. Vacante dal 2 giugno 2025 (l’ultimo era Pierre Nora, eletto nel 2001)
28. Jean-Christophe Rufin, eletto nel 2008
29. Amin Maalouf, eletto nel 2011
30. Danièle Sallenave, eletta nel 2011
31. Michael Edwards, eletto nel 2013
32. Pascal Ory, eletto nel 2021
33. Dominique Bona, eletta nel 2013
34. François Cheng, eletto nel 2002
35. Antoine Compagnon, eletto nel 2022
36. Barbara Cassin, eletta nel 2018
37. Michel Zink, eletto nel 2017
38. Marc Lambron, eletto nel 2014
39. Jean Clair (Gérard Régnier), eletto nel 2008
40. Xavier Darcos, eletto nel 2013